# Engineers for 2°C Target

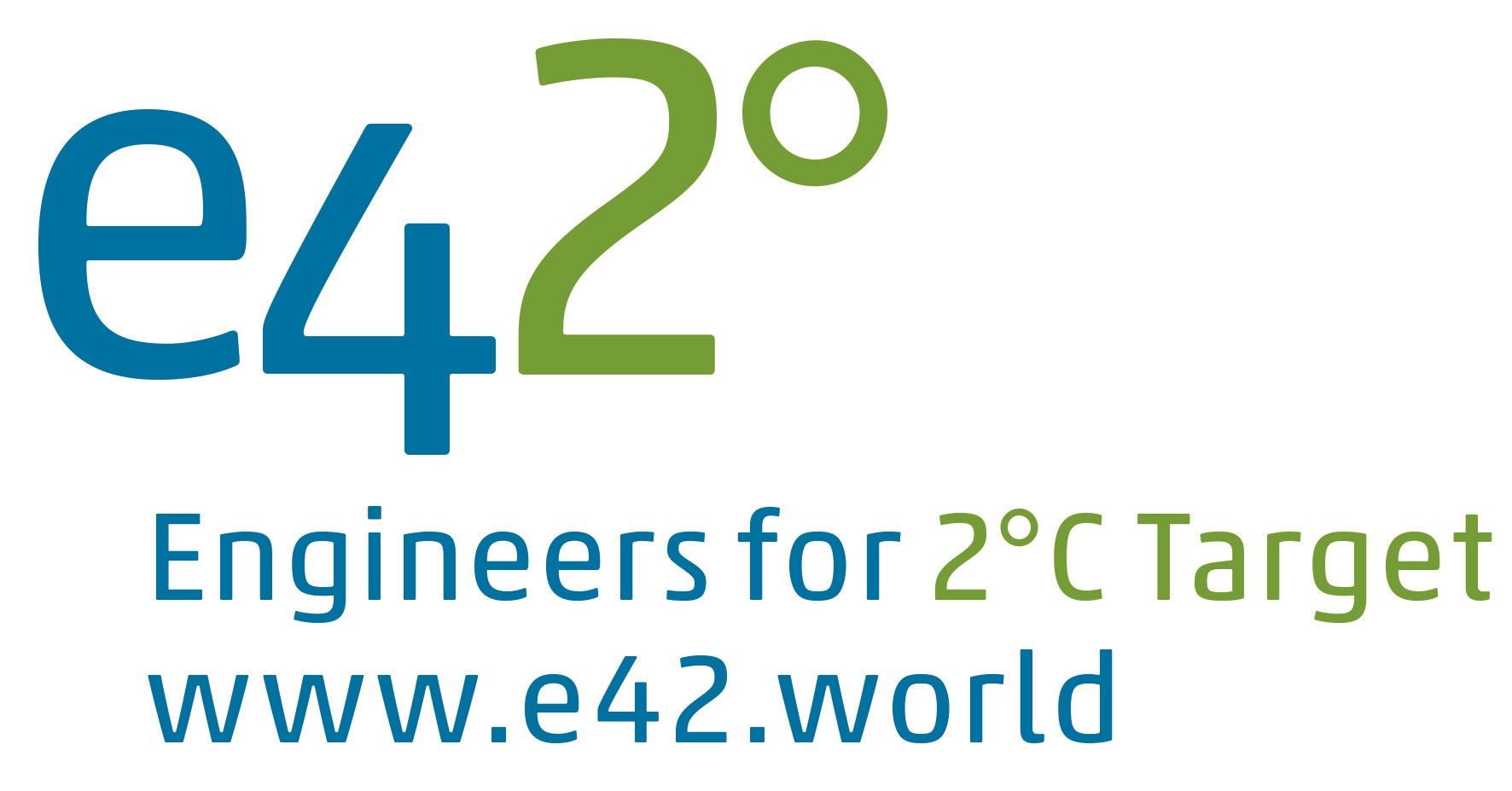
Das Logo der Engineers for 2°C Target

Engineers for 2°C Target (dt. „Ingenieure zur Erreichung des 2-Grad-Ziels“, auch e42 (sprich e for two) bzw. Engineers for 2 Degrees Target) ist eine globale Bewegung von Ingenieuren (auch Mastern, Bachelorn und Technikern sowie Studierenden und Auszubildenden technischer Berufe), um das auf der Weltklimakonferenz 2015 (COP 21) in Paris beschlossene 2-Grad-Ziel der Vereinten Nationen noch zu erreichen.
Die e42-Bewegung unterstützt die Fridays-for-Future-Initiative, indem besonders Ingenieure motiviert werden klimafreundliche Technologien in den Einsatz zu bringen.
Die Gründung der e42 erfolgte auf Anregung des Arztes und Kabarettisten Eckart von Hirschhausen, der in einem Grußwort zu den „Ersten Kasseler Energiemanagertagen“ eine solche Gruppierung neben den zahlreichen For Future-Initiativen (Scientists for Future, Parents for Future, Architects for Future) forderte.
Angestoßen durch diesen Apell gründeten am 18. September 2019 die Initiatoren Peter Otto (Kassel) und Robert Weicht (Landesamt für Umwelt Rheinland-Pfalz, Mainz) die „Engineers for 2°C Target“.

## Ziele
Engineers for 2°C Target hat das Ziel, bestehende Initiativen und Foren zur Stärkung von Entwicklungspartnerschaften in der Industrie und in der anwendungsnahen Wissenschaft besser zu verknüpfen und zu moderieren sowie Brücken in Politik und Öffentlichkeit zu bauen. Hierbei verbindet die teilnehmenden Ingenieure die Überzeugung, dass alle zusammen schon mehr wissen und können, als jedem einzelnen selber bewusst ist, um dem Klimaziel mit technischen Mitteln näher zu kommen.
Die Bewegung sieht sich weniger als ein weiteres von vielen Foren, sondern vielmehr als eine Plattform, die Synapsen schafft und konkrete technische Lösungen ermöglicht, die Marktinnovationen auslösen. Hierbei stehen technische und organisatorische Energie- und Ressourceneffizienzmaßnahmen im Vordergrund.
Die Erreichung der Klimaziele und die Stärkung der Deutschen Wirtschaft im internationalen Wettbewerb sind zwei Ziele, die miteinander einhergehen.